# Dunbartonshire
Dunbartonshire (Siorrachd Dhùn Bhreatainn en gaélico), o Condado de Dumbarton, es una región comandada y un condado tradicional de Escocia. Entre 1890 y 1975 fue un condado, hasta la promulgación del Acta de reorganización local de gobierno, en ese último año. La región había formado parte anteriormente del distrito histórico de Lennox, que era un ducado escocés.
Dumbarton era su capital, y el condado se escribía como Dumbartonshire. El Consejo condal, establecido con el acta de 1889, adoptó la grafía de Dunbarton a comienzos del siglo XX. Se cree que "Dumbarton" proviene del término gaélico Dùn Breatainn (Fuerte de los britanos). Mucha gente sigue refiriéndose al condado como Dumbartonshire.